# Danh sách tập phim Family Guy

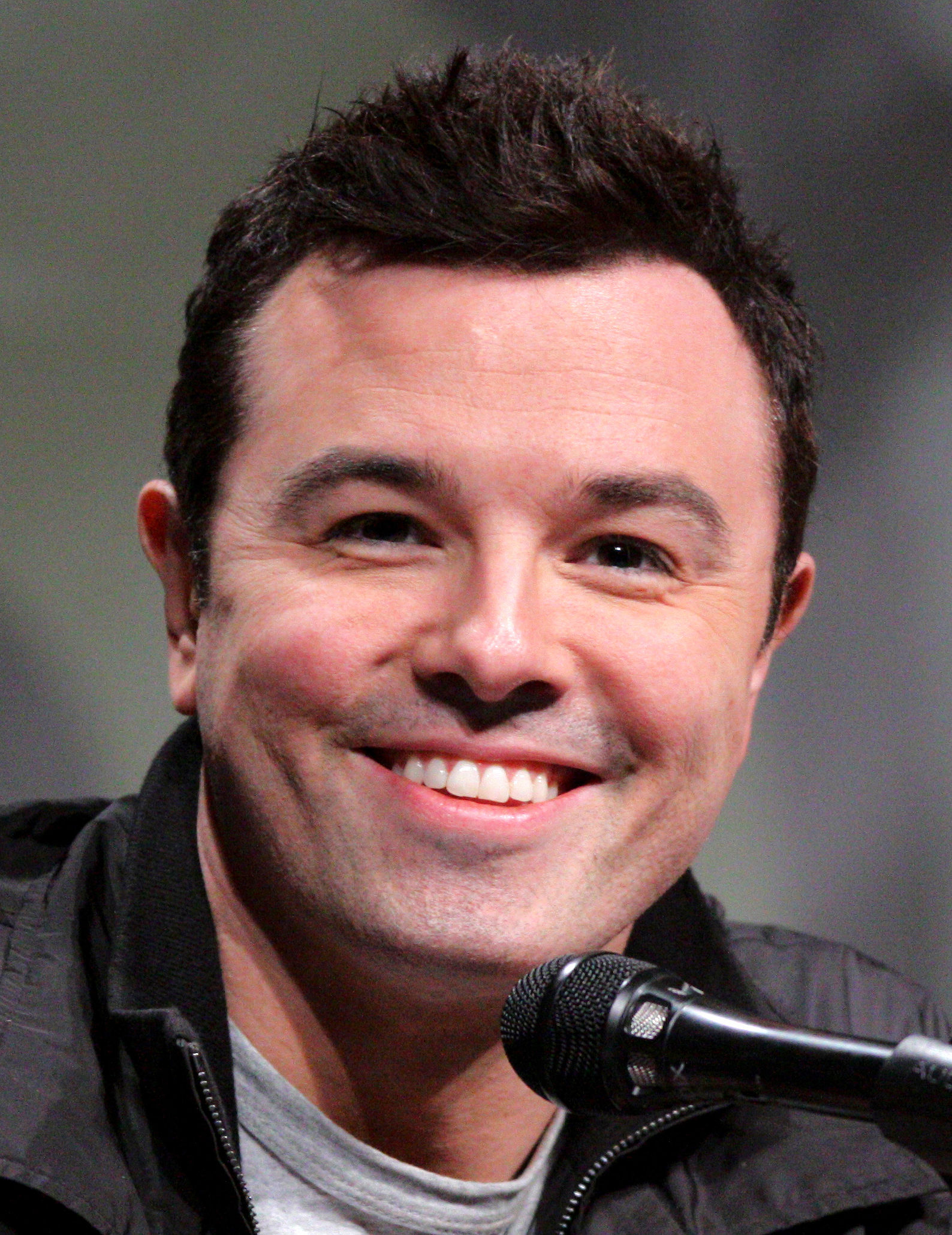
Seth MacFarlane, người đã tạo ra Family Guy, công chiếu vào ngày 31 tháng 1 năm 1999.

Family Guy là một loạt phim hoạt hình sitcom của Mỹ được sáng tác bởi Seth MacFarlane cho Fox Broadcasting Company. Bộ phim xoay quanh gia đình Griffin, một gia đình không êm ấm bao gồm người cha Peter (MacFarlane) và người mẹ Lois (Alex Borstein), những đứa con của họ, Meg (Lacey Chabert từ tập 1–9, sau đó là Mila Kunis từ Tập 10 trở đi), Chris (Seth Green), Stewie (MacFarlane) cùng chú chó Brian (MacFarlane). Bộ phim lấy bối cảnh tại thị trấn hư cấu Quahog, tiểu bang Rhode Island.
Ý tưởng về Family Guy được MacFarlane hình thành vào năm 1995 khi đang theo học về hoạt hình tại Rhode Island School of Design. Anh ấy đã tạo ra hai bộ phim ngắn mang tên The Life of Larry và Larry & Steve, cả hai bộ phim ngắn đều đóng một vai trò quan trọng trong sự quyết định tiếp nhận loạt phim của ban giám đốc điều hành Fox vào năm 1998. Sau hai mùa, Fox đưa ra quyết định hủy bỏ bộ phim. Mặc dù bị hủy bỏ, nhưng mùa thứ ba vẫn được sản xuất, sau đó loạt phim chính thức bị hủy bỏ vào cuối mùa phim 2001–2002. Việc phát lại trên khối chương trình truyền hình Adult Swim của Cartoon Network đã thu hút sự quan tâm và đã có một chiến dịch viết thư, cùng với doanh số bán DVD ấn tượng, đã khuyến khích Fox đưa chương trình quay trở lại cho mùa truyền hình 2005–2006.
Family Guy cùng với dàn diễn viên của loạt phim đã được đề cử 27 lần tại các hạng mục của Giải Primetime Emmy và 8 trong số 27 đề cử đó được đoạt giải. MacFarlane đã giành được giải thưởng Màn trình diễn lồng tiếng xuất sắc cho vai diễn Stewie, MacFarlane và Walter Murphy đã giành được giải thưởng Nhạc và lời xuất sắc cho bài hát "You Got a Lot to See" trong tập "Brian Wallows and Peter's Swallows", Steven Fonti đã giành được giải thưởng Thành tựu cá nhân xuất sắc trong lĩnh vực hoạt hình cho tác phẩm kịch bản phân cảnh của anh ấy trong tập "No Chris Left Behind", Greg Colton đã giành được giải thưởng Thành tựu cá nhân xuất sắc trong lĩnh vực hoạt hình cho tác phẩm kịch bản phân cảnh của anh ấy trong tập "Road to the Multiverse", Patrick S. Clark và Jim Fitzpatrick đã giành được Hòa âm xuất sắc cho một loạt phim hài hoặc chính kịch (nửa giờ) và Hoạt hình là giải thưởng cho tác phẩm hòa âm phối khí của họ trong tập "Road to the North Pole", và MacFarlane đã giành được giải thưởng Màn trình diễn lồng tiếng cho nhân vật xuất sắc cho màn trình diễn của anh ấy trong tập "Pilling Them Softly". Chương trình này đã được đề cử 12 lần trong Annie và đã giành chiến thắng ba lần, hai lần vào năm 2006 và một lần vào năm 2008. Năm 2009, loạt phim này được đề cử giải Emmy cho Phim truyền hình hài xuất sắc, trở thành chương trình hoạt hình đầu tiên được đề cử ở hạng mục này kể từ loạt phim The Flintstones vào năm 1961.
Tính đến ngày 13 tháng 3 năm 2024, 420 tập phim Family Guy đã được phát sóng. Loạt phim này vẫn là một chương trình có độ dài đứng thứ hai của Fox, chỉ sau The Simpsons. Đồng thời, loạt phim này vẫn là loạt phim có kịch bản chiếu vào khung giờ vàng với thời dài thứ tư ở Bắc Mỹ. Vào ngày 11 tháng 5 năm 2020, Fox đã gia hạn loạt phim với mùa thứ mười chín, được công chiếu vào ngày 27 tháng 9 năm 2020 và kết thúc vào ngày 16 tháng 5 năm 2021. Vào ngày 23 tháng 9 năm 2020, Fox thông báo rằng chương trình sẽ tiếp tục đến mùa 20 và 21, và sau đó gia hạn cho mùa 22 và 23 vào ngày 26 tháng 1 năm 2023.

## Tổng quan về loạt phim
| Mùa | Mùa | Số tập | Số tập | Phát sóng gốc       | Phát sóng gốc       | Thứ hạng | Người xem (triệu) |
| Mùa | Mùa | Số tập | Số tập | Phát sóng lần đầu   | Phát sóng lần cuối  | Thứ hạng | Người xem (triệu) |
| --- | --- | ------ | ------ | ------------------- | ------------------- | -------- | ----------------- |
|     | 1   | 7      | 7      | 31 tháng 1 năm 1999 | 16 tháng 5 năm 1999 | 33       | 12.80             |
|     | 2   | 21     | 21     | 23 tháng 9 năm 1999 | 1 tháng 8 năm 2000  | 114      | —                 |
|     | 3   | 22     | 22     | 11 tháng 7 năm 2001 | 9 tháng 11 năm 2003 | 125      | 4.50              |
|     | 4   | 30     | 30     | 1 tháng 5 năm 2005  | 21 tháng 5 năm 2006 | 68       | 7.90              |
|     | 5   | 18     | 18     | 10 tháng 9 năm 2006 | 20 tháng 5 năm 2007 | 71       | 7.20              |
|     | 6   | 12     | 12     | 23 tháng 9 năm 2007 | 4 tháng 5 năm 2008  | 84       | 7.94              |
|     | 7   | 16     | 16     | 28 tháng 9 năm 2008 | 17 tháng 5 năm 2009 | 69       | 7.56              |
|     | 8   | 21     | 21     | 27 tháng 9 năm 2009 | 20 tháng 6 năm 2010 | 53       | 7.73              |
|     | 9   | 18     | 18     | 26 tháng 9 năm 2010 | 22 tháng 5 năm 2011 | 56       | 7.66              |
|     | 10  | 23     | 23     | 25 tháng 9 năm 2011 | 20 tháng 5 năm 2012 | 63       | 7.30              |
|     | 11  | 22     | 22     | 30 tháng 9 năm 2012 | 19 tháng 5 năm 2013 | 62       | 6.94              |
|     | 12  | 21     | 21     | 29 tháng 9 năm 2013 | 18 tháng 5 năm 2014 | 78       | 6.11              |
|     | 13  | 18     | 18     | 28 tháng 9 năm 2014 | 17 tháng 5 năm 2015 | 94       | 5.86              |
|     | 14  | 20     | 20     | 27 tháng 9 năm 2015 | 22 tháng 5 năm 2016 | 111      | 4.28              |
|     | 15  | 20     | 20     | 25 tháng 9 năm 2016 | 21 tháng 5 năm 2017 | 116      | 3.93              |
|     | 16  | 20     | 20     | 1 tháng 10 năm 2017 | 20 tháng 5 năm 2018 | 136      | 3.52              |
|     | 17  | 20     | 20     | 30 tháng 9 năm 2018 | 12 tháng 5 năm 2019 | 131      | 3.33              |
|     | 18  | 20     | 20     | 29 tháng 9 năm 2019 | 17 tháng 5 năm 2020 | 107      | 2.65              |
|     | 19  | 20     | 20     | 27 tháng 9 năm 2020 | 16 tháng 5 năm 2021 | 120      | 2.19              |
|     | 20  | 20     | 20     | 26 tháng 9 năm 2021 | 22 tháng 5 năm 2022 | 111      | 1.90              |
|     | 21  | 20     | 20     | 25 tháng 9 năm 2022 | 7 tháng 5 năm 2023  | 104      | 1.64              |
|     | 22  | TBA    | TBA    | 1 tháng 10 năm 2023 | 17 tháng 4 năm 2024 | TBA      | TBA               |

## Danh sách tập phim

### Mùa 1 (1999)
| TT. tổng thể | TT. trong mùa phim | Tiêu đề                    | Đạo diễn                | Biên kịch                      | Ngày phát hành gốc  | Mã sản xuất | Người xem tại Hoa Kỳ (triệu) |
| ------------ | ------------------ | -------------------------- | ----------------------- | ------------------------------ | ------------------- | ----------- | ---------------------------- |
| 1            | 1                  | "Death Has a Shadow"       | Peter Shin              | Seth MacFarlane                | 31 tháng 1 năm 1999 | 1ACX01      | 22.00                        |
| 2            | 2                  | "I Never Met the Dead Man" | Michael Dante DiMartino | Chris Sheridan                 | 11 tháng 4 năm 1999 | 1ACX02      | 14.50                        |
| 3            | 3                  | "Chitty Chitty Death Bang" | Dominic Polcino         | Danny Smith                    | 18 tháng 4 năm 1999 | 1ACX04      | 13.78                        |
| 4            | 4                  | "Mind Over Murder"         | Roy Allen Smith         | Neil Goldman & Garrett Donovan | 25 tháng 4 năm 1999 | 1ACX03      | 11.69                        |
| 5            | 5                  | "A Hero Sits Next Door"    | Monte Young             | Mike Barker & Matt Weitzman    | 2 tháng 5 năm 1999  | 1ACX05      | 12.61                        |
| 6            | 6                  | "The Son Also Draws"       | Neil Affleck            | Ricky Blitt                    | 9 tháng 5 năm 1999  | 1ACX06      | 11.20                        |
| 7            | 7                  | "Brian: Portrait of a Dog" | Michael Dante DiMartino | Gary Janetti                   | 16 tháng 5 năm 1999 | 1ACX07      | 13.10                        |

## Các tập phim chưa lên lịch
| Tựa đề                               | Tham khảo |
| ------------------------------------ | --------- |
| "Fat Actor"                          | [ 48 ]    |
| "Faith No More"                      | [ 49 ]    |
| "Live, Laugh Love"                   | [ 50 ]    |
| "Drunk with Power"                   | [ 51 ]    |
| "Lois C.K."                          | [ 52 ]    |
| "Fat Gun"                            | [ 53 ]    |
| "The Chicken or the Meg"             | [ 54 ]    |
| "Dog is My Co-Pilot"                 | [ 55 ]    |
| "Peter, Peter, Pumpkin Cheater"      | [ 56 ]    |
| "Gift of the White Guy"              | [ 57 ]    |
| "Pitch Imperfect"                    | [ 58 ]    |
| "The Butterfly Erect"                | [ 59 ]    |
| "The Elle Word"                      | [ 60 ]    |
| "A Real Who's Hulu"                  | [ 61 ]    |
| "China Doll"                         | [ 62 ]    |
| "One Foot in Front of the Mother"    | [ 63 ]    |
| "Martian Meg"                        | [ 64 ]    |
| "The One with All the Abortions"     | [ 65 ]    |
| "Double Annul"                       | [ 66 ]    |
| "The Fat Lotus"                      | [ 67 ]    |
| "The Edible Arrangement"             | [ 68 ]    |
| "Twain's World"                      | [ 69 ]    |
| "Pumpkin Spice Girls"                | [ 70 ]    |
| "Young Carter"                       | [ 71 ]    |
| "Lyin' Brian"                        | [ 72 ]    |
| "The Michael B. Jordan Story, Pt. 1" | [ 73 ]    |

## Tập đặc biệt
| Tiêu đề | Đạo diễn                           | Biên kịch | Ngày phát hành gốc   | Mã sản xuất |       |
| --- | ---------------------------------- | --- | -------------------- | ----------- | ----- |
| "100th Episode Special" | Seth MacFarlane                    | Tom Devanney & Alec Sulkin & John Viener & Wellesley Wild | 4 tháng 11 năm 2007  | 6ACX45      | 10.47 |
| Seth MacFarlane tổ chức chương trình đặc biệt nhìn lại những tập phim đáng nhớ nhất trong 100 tập phim Family Guy vừa qua. |                                    | |                      |             |       |
| "Family Guy Presents: Seth & Alex's Almost Live Comedy Show"                                                               | Jackson Douglas & Louis J. Horvitz | Aaron Blitzstein & Alex Borstein & Cherry Chevapravatdumrong & Andrew Goldberg & Dave Ihlenfeld & Artie Johann & Seth MacFarlane & Patrick Meighan & Danny Smith & Alec Sulkin & John Viener & Wellesley Wild | 8 tháng 11 năm 2009  | N/A         | 6.73  |
| Seth MacFarlane và Alex Borstein tổ chức chương trình tạp kỹ đặc biệt kéo dài nửa giờ.                                     |                                    | |                      |             |       |
| "200 Episodes Later" | Brad Lachman                       | Michael O'Rourke | 11 tháng 11 năm 2012 | AACX45      | 5.06  |
| Người hâm mộ được xem hậu trường những khoảnh khắc phản cảm nhất của Family Guy.                                           |                                    | |                      |             |       |
| Người xem (triệu) |                                    | |                      |             |       |